# Ван Вогт, Альфред
Альфред Элтон (Эй И) ван Вогт (англ. Alfred Elton "A. E." van Vogt; 26 апреля 1912, Виннипег, Канада — 26 января 2000, Лос-Анджелес, США) — американский писатель-фантаст.

## Биография
Родился в Канаде в семье голландских эмигрантов. Женился в 1939 году на писательнице Эдне Холл, в дальнейшем являвшейся соавтором некоторых его произведений. В том же году состоялся его дебют в фантастике — в журнале «Astounding Science Fiction» был опубликован его рассказ «Чёрный разрушитель». В 1940 году выходит роман «Слэн», принесший ему широкую известность. В 1943 году вышел роман «Книга Птаха», закрепивший популярность писателя. В 1944 году семья ван Вогтов переехала на постоянное жительство в США, и обосновалась в Голливуде.
В 1951 году ван Вогт опубликовал роман «Оружейные лавки Ишера», положившие начало большому циклу произведений и считающийся одной из вершин его творчества. Ван Вогт всегда интересовался наукой и особенно проектами по масштабному переустройству научного метода, в частности, трудами Коржибского. Страсть к научным проектам привела ван Вогта в середине 1950-х годов к движению Л. Рона Хаббарда. Ван Вогт какое-то время являлся одним из ведущих в Калифорнии пропагандистов дианетики, светской предшественницы саентологии, до тех пор, пока немного не охладел к планам Хаббарда. Он на некоторое время приостановил свою писательскую деятельность, чтобы отойти от предыдущего беспокойного периода. В этот момент он ограничился объединением старых коротких рассказов, чтобы выпустить такие известные сборники, как: «Перемешанные» (1952), «Война против Руллов» (1959), «Зверь» (1963) и два романа из цикла «Линн», которые были вдохновлены (подобно ряду произведений А. Азимова) историей падения Римской империи. Возобновление плодотворной работы пришлось на начало 1960-х годов, главным образом по приглашению Фредерика Пола. 20 января 1975 от рака скончалась его жена. В поздний период жизни ван Вогт также проживал в Голливуде со своей второй женой Лидией Бережинской. В этот период его романы были задуманы и написаны как отдельные, самостоятельные работы. В 1995 году ван Вогту присуждено звание Грандмастера американской литературной премии в области фантастики Небьюла.
26 января 2000 года Альфред ван Вогт умер в Лос-Анджелесе от болезни Альцгеймера.

### Личная жизнь
Первая жена Ван Вогта, Эдна Мэйн Халл, умерла в 1975 году. Ван Вогт женился на Лидии Берегинской в 1979 году; они оставались вместе до его смерти.

### Романы
- Space Beagle (1939—1943; 1950). Другое название — Mission Interplanetary
- The War Against the Rull (1940—50)
- Слан Slan (1940; 1951)
- The Book of Ptah (1943). Другое название — 200.000.000 A.D.
- Ptah
- The Beast (1943—1944). Другое название — Moonbeast
- The Mixed Men (1943—1945). Другое название — Mission to the Stars (1955)
- The Twisted Men (1943—1945)
- Quest for the Future (1943—1946)
- Planets for Sale (1943—1946; в соавторстве с Э. Холл)
- The Winged Men (1944, 1966; в соавторстве с Э. Холл)
- The World of A (1945; 1948). Другое название — The World of Null-A (1970)
- Empire of the Atom (1946—1947)
- Хроникёр (1946). Другие названия — Siege of the Unseen (1959); 3 Eyes of Evil (1973)
- Rogue Ship (1947)
- The Players of A (1948—1949; 1966). Другое название — The Pawns of Null-A (1956)
- The Mind Cage (1957)
- Люди-тени (1949). Другое название — The Universe Maker (1953)
- The Wizard of Linn (1950)
- The House That Stood Still (1950). Другие названия — Mating Cry (1960); The Undercover Aliens (1976)
- The Violent Man (1962)
- The Silkie (1964—1967)
- Children of Tomorrow (1970)
- The Battle of Forever (1971)
- The Darkness on Diamondia (1972)
- Future Glitter (1973). Другое название — Tyranopolis
- The Man with a Thousand Names (1974)
- The Secret Galaxies (1974). Другое название — Earth Factor X
- Supermind (1977). Другое название — Supermind: I.O. 10.000
- The Anarchistic Colossus (1977)
- Renaissance (1979)
- The Cosmic Encounter (1980)
- Computerworld (1983). Другое название — Computer Eye
- Null-A 3 (1984)

### Сборники
- The Weapon Shops of Isher (1941—1942; 1949)
- The Weapon Makers (1943; 1952). Другое название — 1 Against Eternity
- Out of the Unknown (1948; 1969; совместно с A.Халл). Другое название — The Sea Monster
- Masters of Time (1950; романы):
  - Рекрутская станция (1942). Другое название — Earth’s Last Fortress (1960)
  - The Changeling (1944). Другое название — Masters of Time
- Destination Universe (1952)
- Away & Beyond (1952)
- Monsters (1965). Другое название — Blal & Other SF Monsters
- The Far-Out Worlds of A.E.Van Vogt (1968)
- More Than Superhuman (1971)
- M-33 in Andromeda (1971)
- The Proxy Intelligence & Other Mind Benders (1971). Другое название — Gryb (1976)
- The Book of Van Vogt (1972). Другое название — Lost: Fifty Suns (1972)
- 3 Eyes of Evil (1973)
- The Best of A.E.Van Vogt (1974)
- Pendulum (1978)

### Рассказы
- Чёрный разрушитель (1939)
- Гриб (1940)
- Банка краски (1944)
- II решение (1948). Другое название — The Monster
- Пробуждение (1948)
- Великий судья (1948)
- Зачарованная деревня (1950)
- Fulfilment (1956)
- Вечный Эрзац (1972)
- The Timed Clock (1972)
- Далекий Центавр (1991)
- Кот! Кот! (1991)
- Корабли тьмы (1992)
- Галактический святой (1992)
- Правители
- Кооот
- Дорогой друг

### Другое
- Reflections of A.E.Van Vogt (1975; автобиография)

### Переводы на русский язык

#### Журнальные публикации
- А. Е. Ван Вогт. Чудовище. Фантастический рассказ. Перевёл с английского Ф.Мендельсон. // приложение «Искатель», 1965, № 2.
- Ван Вогт. Пробуждение. Фантастический рассказ. Пер. Ф.Мендельсон. // журнал «Вокруг света», 1970, № 9.
- А. Ван Вогт. Зачарованная деревня. Пер. с англ. // журнал «Знание — сила», 1973, № 5.
- А.Ван Вогт. Не только мёртвые… Фантастический рассказ. Пер. И.Невструев. // журнал «Вокруг света», 1992, № 3. (То же под названием «…И не только покойники». Пер. С.Белозерова. — В книге: «Вторжение» — М.: Воениздат, 1992)
- А.Ван Вогт. II решение. Пер. с англ. // журнал «Вокруг света», 1993, № 9.

#### Книги
- Альфред Э. ван Фогт. Вечный эрзац. Пер. С.Волковой. — В книге: «И грянул гром…». Антология американского фантастического рассказа. — М.: «Молодая гвардия», 1976. (серия «Библиотека современной зарубежной фантастики». Библиотечная серия)

### Серии

#### Космическая гончая
- Чёрный хищник
- Расхождения с руководством
- Галактика М-33
- Путешествие Космической гончей

#### Линн
- Варвар (1947)
- Империя атома
- Волшебник Линна

#### Мир Нуль-А
- Мир Нуль-А
- Пешки Ноль-А
- Null-A Three

#### Оружейный магазин Ишера
- Оружейные магазины Ишера
- Оружейники

#### Романы
- Слэн (1946)
- Библия Пта (1943)
- Шелки (1969)
- Крылатый человек (1966)